# 페이스 스파티드 이글
페이스 스파티드 이글(Faith Spotted Eagle)은 미국 원주민 (다코타인) 환경운동가이다. 키스톤 XL 송유관과 다코타 송유관 반대 운동에 참여했다. 2016년 미국 대통령 선거에서 워싱턴주의 선거인 한명으로부터 표를 얻어 미국 원주민 사상 최초로 선거인단 표를 얻은 후보이자 힐러리 클린턴과 함께 선거인단의 대통령 투표를 얻은 유이한 여성으로 기록되었다.

## 같이 보기
- 찰스 커티스